# E. S. Johnny Walker

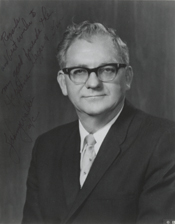
E. S. Johnny Walker

E. S. Johnny Walker (* 18. Juni 1911 in Fulton, Fulton County, Kentucky; † 8. Oktober 2000 in Albuquerque, New Mexico) war ein US-amerikanischer Politiker. Zwischen 1965 und 1969 vertrat er den zweiten Wahlbezirk des Bundesstaates New Mexico im US-Repräsentantenhaus.

## Frühe Jahre und politischer Aufstieg
Johnny Walker besuchte die öffentlichen Schulen seiner Heimat und zog 1926 mit seiner Familie nach Albuquerque in New Mexico. Dort besuchte er die High School und die University of New Mexico. Walker beendete seine Studienzeit an der George Washington University in Washington. Während des Zweiten Weltkrieges war er als Soldat der US-Armee in Nordafrika und Europa eingesetzt.
Walker wurde Mitglied der Demokratischen Partei. Zwischen 1949 und 1952 war er Abgeordneter im Repräsentantenhaus von New Mexico. Dort unterstützte er den erfolgreichen Gesetzentwurf, der Frauen das Recht gab, bei Gericht als Geschworene aufzutreten. Von 1953 bis 1956 sowie von 1961 bis 1964 war Walker Leiter der Verwaltung der öffentlichen Liegenschaften (Commissioner of Public Lands) des Staates New Mexico. Daneben war er 1960 Leiter der Steuerbehörde.

## Johnny Walker im Kongress
Bei den Kongresswahlen des Jahres 1964 wurde Walker für den zweiten Distrikt New Mexicos in das US-Repräsentantenhaus gewählt. Dort löste er am 3. Januar 1965 Joseph Montoya ab, der zuvor in den US-Senat gewählt worden war. Im Kongress war Walker Mitglied des Streitkräfteausschusses und förderte die Einrichtung des Pecos National Monument. Nach einer Wiederwahl im Jahr 1966 konnte er zwei Legislaturperioden im Kongress absolvieren. 1968 unterlag er Ed Foreman, der bereits zwischen 1963 und 1965 den Staat Texas im US-Repräsentantenhaus vertreten hatte. Ein Grund für Walkers Wahlniederlage war eine Änderung der Wahlbezirksgrenzen in New Mexico zu seinen Ungunsten. Sein Eintreten für schärfere Waffengesetze und die Schließung der Walker Air Force Base, eines Luftwaffenstützpunktes in der Nähe von Roswell, kostete ihn entscheidende Stimmen in dieser Region.

## Weiterer Lebenslauf
Nach dem Ende seiner Laufbahn im Kongress zog sich Walker weitgehend aus der Politik zurück. Er war zwar weiter an politischen Vorgängen interessiert, hat aber für kein weiteres Amt mehr kandidiert. Johnny Walker starb im Oktober 2000 im Alter von 89 Jahren in Albuquerque.